# افسانه های بومیان کواکواکاآواکو

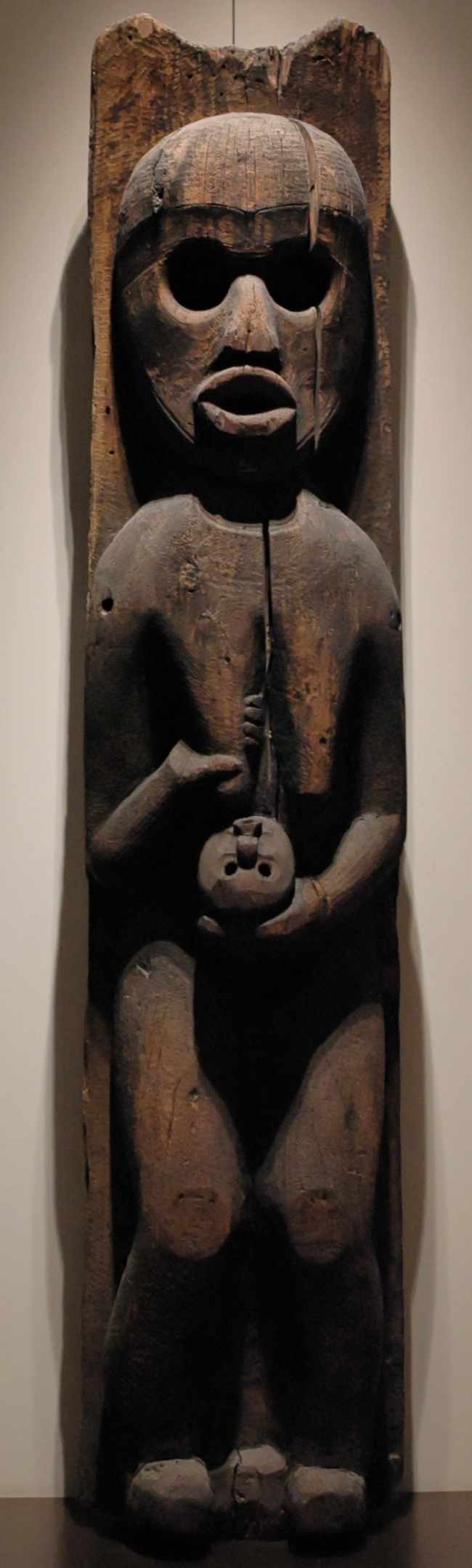
میله خانه کواکواکاآواکو به نمایندگی از زن دونوکوا، قرن ۱۹.

این مقاله در مورد باورها، تاریخ و اعمال معنوی در افسانه‌های کواکواکاآواکو است. کواکواکاآواکو گروهی از ملل بومی هستند که تعداد آنها حدود ۵۵۰۰ نفر است که در سواحل مرکزی بریتیش کلمبیا در شمال جزیره ونکوور و سرزمین کانادا زندگی می‌کنند. نام این گروه به سخنگویان کواکآوالا ترجمه می‌شود.
این افراد بسیاری از آداب و رسوم فرهنگی مشترک با قبیله های همسایه دارند، اگرچه به زبان‌های مختلف صحبت می‌کنند. برخی از ارواح کاملاً منحصر به یک یا دو فرهنگ هستند و در قسمت‌های دیگر ساحل شمال غربی اقیانوس آرام شناخته شده نیستند. این قبیله‌ها تاریخ، شیوه‌ها و داستان‌های خاص خود را دارند. بسیاری از عملکردها، آیین‌ها و مراسم در سراسر فرهنگ کواکواکاآواکو و در فرهنگ‌های بومی همسایه نیز مشترکند.

## داستان‌های خلقت
روایت خلقت کواکواکاآواکو معتقد است که جهان با پرواز یک کلاغ بزرگ بر فراز آب خلق شده است، که چون جایی برای فرود آمدن ندید، با انداختن سنگریزه‌های کوچک در آب، جزایری ایجاد کند. سپس درختان و علف‌ها را آفرید و پس از چندین تلاش ناموفق، اولین مرد و زن را از چوب و خاک رس ساخت.

### سیل
مانند تمام مردمان بومی ساحل شمال غربی اقیانوس آرام، اکثر قبایل کواکواکاآواکو داستان‌هایی در مورد مردم خود که از سیل جان سالم به در برده‌اند، دارند. تاریخ برخی از این ملیت‌ها، صحبت از اجدادشان که به شکل طبیعی خود تبدیل شده و ناپدید می‌شوند، در حالی که آب‌ها بالا می‌روند و سپس فروکش می‌کنند صحبت می‌کنند. برخی دیگر داستان‌هایی از مردم خود دارند که در بارهٔ قایق‌های اقیانوس پیما داستان پردازی می‌کنند.

## اجداد، کرست و قبیله‌ها
تسقامی مردی است که از درخت سرو و تاندربرد متولد شده. او پرنده ای عظیم الجثه فراطبیعی است که ضربان بال‌هایش باعث رعد، و اشعهٔ چشمانش باعث ایجاد برق در زمستان می‌شود. تسیقامی برای شام خود در دریا به شکار نهنگ‌ها می‌پردازد و گاهی در ساختن خانه‌ها کمک می‌کند. تاندربرد یک برادر کوچکتر به نام کولوس دارد.
دشمن مرغ طوفان (تاندربرد) قانیقیلاک، است که روح فصل تابستان است. او اغلب به عنوان خدای دریا، کوموگ وِه، نیز شناخته می‌شود. بسیاری از خانواده‌های کواکواکاواکو از ثروت و گنجینه‌های ماوراء طبیعی که توسط این خدای جزر و مد و سازنده مس اعطا شده است، برخوردار شده‌اند.

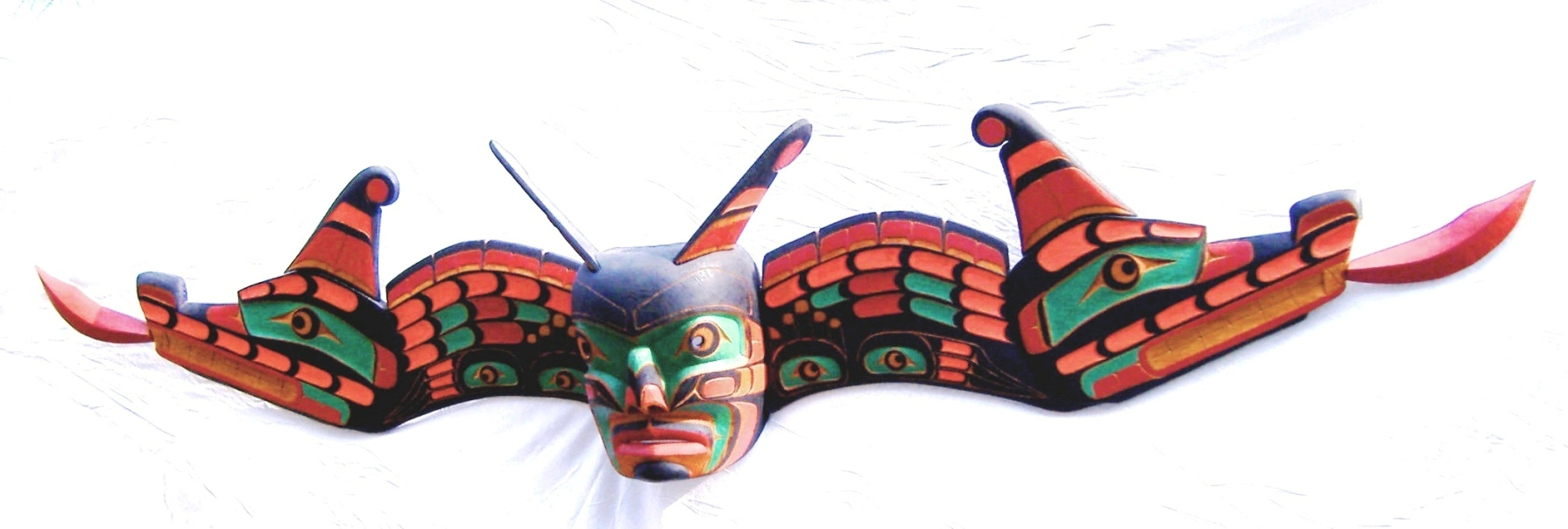
ماسک سیسیوتل سدر کواکواکاواکو.

سیسیوتل یک مار دریایی غول پیکر که دارای سه سر است. نگاه او می‌تواند دشمن را به سنگ تبدیل کند. تیرهای متقاطع خانه‌های قبیله گاهی با نمای او حک می‌شوند. اجداد مقبول و پسندیده هراز گاهی که سیسیوتل خود را به یک قایق جنگی شکست ناپذیر تبدیل می‌کند، یاری می‌گرفتند.
زونوکوا یا تسنوکوا یک نوع غول آدم‌خوار است که در سایر قبایل ساحل شمال غربی آمریکا ساسکوچ نامیده می‌شود. باور بر این است که او به دو شکل نر و ماده وجود دارد. کارش آن است که بچه‌ها را می‌خورد و گریه می‌کند. برای جذب آن‌ها از صدای مادربزرگ کودک تقلید می‌کند. اما بچه‌ها غالباً او را گول‌می‌زنند، و گنج‌هایش را بدون اینکه خورده شوند می‌برند.
باکواس پادشاه ارواح است. این روح کوچک سبز رنگ است که دارای صورتی مانند یک اسکلت لاغر به نظر می‌رسد، اما بینی منحنی بلندی دارد. او جنگل‌ها را شکار می‌کند و سعی می‌کند زنده‌ها را به دنیای مردگان بیاورد. ماه، آتش، ماهی قزل آلا، خورشید و جزر و مد توسط اومِلث که یک کلاغ بزرگ است برای مردم کواکواکاواکو به ارمغان آورده شده است. پاگ ویس نوعی موجود آبزی با صورت ماهی‌مانند و ثنایای بزرگ است.

## مراسم
کواکواکاآواکو در مراسمی در فصل زمستان به دریافت معنویت می‌رسد. آن‌ها عمدتاً برای این انتقال معنویت از طریق توجیه، و تأیید مجدد موقعیت خانوادگی، و معنویت به ارث رسیده از اجداد اولیه خود که با جهان ارواح تماس داشتند، و از موجودات ماوراء طبیعی امتیازاتی به آنها داده شد، طراحی شده‌اند. این موجودات ترجیح می‌دهند قدرت و جادو را از طریق دریافت هدیه تلوگوی که گنجینه‌های ماوراء طبیعی هستند دریافت کنند. این‌ها اغلب به شکل فیزیکی نقاب‌ها و تجملات هستند، که همچنین شامل داستان‌ها، آهنگ‌ها، تلاوت‌ها، رقص‌ها و سایر اجراهای ناملموس نیز می‌باشند.
ارواح کواکواکاآواکو مانند دیگر مردمان ساحل شمال غربی را می‌توان به چهار قلمرو روحی مستقل تقسیم کرد: ارواح آسمان، ارواح دریا، ارواح زمین و ارواح ماورایی. هر چهار قلمرو با یکدیگر تعامل دارند و انسان‌ها سعی می‌کنند با هر چهار جهان تماس بگیرند و اغلب روح خود را در مراسم مقدسی هدایت می‌کنند.
جامعه مخفی به نام هاماتسا از اهمیت ویژه ای در فرهنگ کواکواکاواکو برخوردار است. در طول زمستان، برای شروع اعضای جدید هاماتسا است. رقصنده هاماتسا نشان دهنده روح پرندگان «انسان خوار در انتهای شمال جهان») است. که می‌تواند به پرندگان مختلف انسان خوار تبدیل شود و دهان در سراسر بدن خود دارد. مبتکران هاماتسا توسط این روح تسخیر شده‌اند. در روز اول مراسم هاماتسا، اعضای حدید را با حیله از جنگل بیرون می‌آورند و به خانه بزرگ می‌آورند تا رام شود. هنگامی که آغازگر برمی گردد، مالکیت آدمخواری خود را به صورت نمادین به نمایش می‌گذارد. معتبرترین نقش در مراسم پرندگان انسان خوار ماوراء طبیعی یک کلاغ انسان خوار است. انواع پرندگان دیگر نیز از شرکت کنندگان هستند.